# Uli Hoeneß

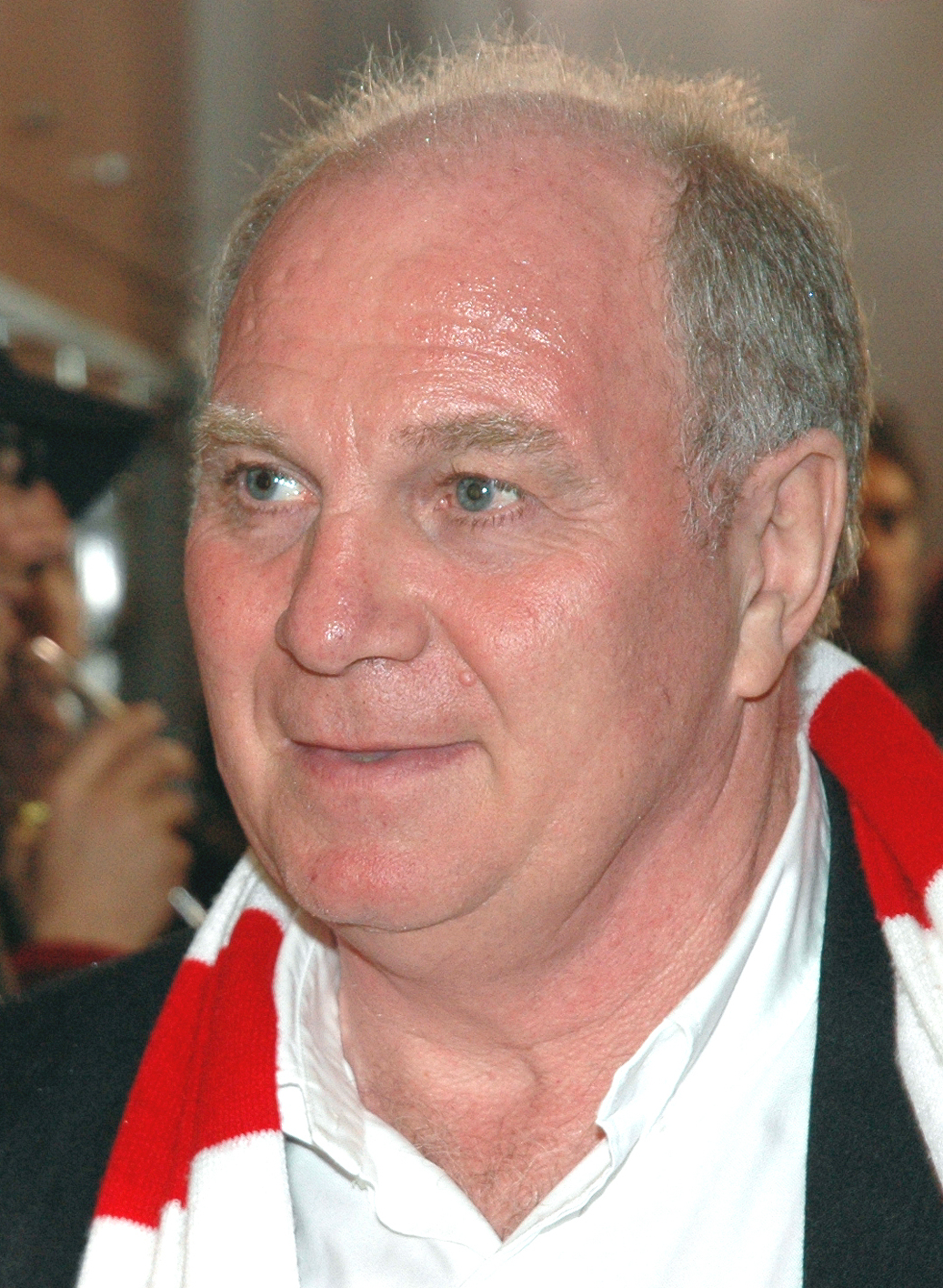
Uli Hoeneß (2013)

Ulrich „Uli“ Hoeneß (* 5. Januar 1952 in Ulm) ist ein ehemaliger deutscher Fußballspieler, heutiger Funktionär und Unternehmer. Als Spieler gewann er in den 1970er Jahren mit dem FC Bayern München nahezu alle wichtigen Titel im Vereinsfußball. Mit der deutschen Nationalmannschaft wurde er 1972 Europameister und 1974 Weltmeister.
Nachdem er 1979 verletzungsbedingt bereits im Alter von 27 Jahren seine Spielerlaufbahn beenden musste, wurde er Manager des FC Bayern München und trug maßgeblich dazu bei, den verschuldeten und zuletzt sportlich mäßig erfolgreichen Club auf eine gesunde wirtschaftliche und sportliche Basis zu stellen. Ab 2009 war er Präsident des Vereins.
2014 trat er aufgrund einer Freiheitsstrafe wegen Steuerhinterziehung von seinen Funktionen als Präsident des Vereins und als Vorsitzender des Aufsichtsrats der FC Bayern München AG zurück. Nach der vorzeitigen Haftentlassung auf Bewährung übte er von 2016 bis 2019 beide Ämter erneut aus. Seit seinem Verzicht auf eine Wiederwahl als Präsident ist er einfaches Aufsichtsratsmitglied und Ehrenpräsident.

## Herkunft und Ausbildung
Uli Hoeneß wuchs in konservativ und katholisch geprägten Familienverhältnissen als Sohn des Ulmer Metzgermeisters Erwin Hoeneß und dessen Ehefrau Paula auf. Gemeinsam mit seinem jüngeren Bruder Dieter, der später ebenfalls Fußballprofi und Manager wurde, begann er in der Jugendabteilung des VfB Ulm mit dem Fußballspielen. Später wechselte er zur TSG Ulm 1846 (heute SSV Ulm 1846). Mit 15 Jahren wurde er Kapitän der Schülerauswahl des DFB. Bei Lehrgängen der Süddeutschen A-Jugend-Auswahl in der badischen Sportschule Schöneck teilte er mit Paul Breitner erstmals ein Zimmer. Zwischen dem Spieler der Jugendauswahl von Baden-Württemberg und dem Spieler der Bayernauswahl entwickelte sich eine enge Freundschaft. Später bezogen sie gemeinsam ihre erste eigene Wohnung im Münchener Stadtteil Trudering. 1971 machte er am Ulmer Schubart-Gymnasium das Abitur. Vom Wehrdienst wurde Hoeneß freigestellt, weil ihm das Tragen eines Gefechtshelms Kopf- und Knieschmerzen verursachte.
Hoeneß’ Abiturnote betrug 2,4. Ursprünglich wollte er zum Wintersemester 1971/72 Betriebswirtschaftslehre studieren. Um an der Ludwig-Maximilians-Universität München zum Studium für dieses Fach zugelassen zu werden, musste ein Bewerber damals einen Notendurchschnitt von mindestens 3,0 vorweisen, doch bekam ein nichtbayerischer Studienbewerber einen Malus in Höhe einer ganzen Note zugeschlagen. Daher konnte Hoeneß dieses Fach nicht dort studieren (jedoch andernorts). Er entschloss sich zu einem Lehramtsstudium in Anglistik und Geschichte. Dieses brach er nach zwei Semestern ab.

## Spielerkarriere (1969 bis 1979)

### Im Verein
Als 17-Jähriger war Hoeneß ab 1969 bereits fester Bestandteil im Amateurliga-Kader der TSG Ulm 1846, wo er in der Spielzeit 1969/70 mit 22 Toren erfolgreichster Vereinstorschütze wurde.
1970 unterschrieb Hoeneß einen Amateurvertrag beim FC Bayern, der von Udo Lattek trainiert wurde. Neben Hoeneß waren u. a. auch Paul Breitner und Rainer Zobel Neuzugänge. Am 15. August 1970 (1. Spieltag der Saison 1970/71) debütierte der 18-jährige beim 1:1 in Stuttgart. In dieser (ersten) Saison wurde er Stammspieler neben etablierten Spielern wie Franz Beckenbauer, Gerd Müller und Sepp Maier. Der FC Bayern wurde Vizemeister und gewann den DFB-Pokal. Bis 1972 behielt Hoeneß den Amateurstatus, um an den Olympischen Spielen 1972 in München teilnehmen zu können.
Hoeneß wurde zum Außenstürmer geschult. Er lief 100 Meter in 11,0 Sekunden und galt eine Weile als „schnellster lebender Stürmer Europas“, bis der sowjetische Linksaußen Oleg Blochin noch schneller lief. Gemeinsam mit Gerd Müller bildete Hoeneß das „torgefährlichste“ Sturmduo der Bundesliga; es erzielte 1971/72 und 1972/73 jeweils 53 Tore. Diese Marke wurde 2009 von Edin Džeko und Grafite (VfL Wolfsburg) um ein Tor übertroffen. 1972 bis 1974 gewann Hoeneß mit den Bayern dreimal die deutsche Meisterschaft, 1974 den Europapokal der Landesmeister, wobei ihm im Wiederholungsspiel des Finales gegen Atlético Madrid (4:0) zwei Treffer gelangen. 1975 und 1976 wiederholte der FC Bayern München diesen Erfolg. 1975 erlitt Hoeneß im Finale gegen Leeds United (2:0) durch einen Tritt Frank Grays eine schwere Verletzung am Meniskus des rechten Knies. Sie machte ihn über ein halbes Jahr einsatzunfähig und sollte ursächlich für das frühe Ende seiner Spielerkarriere werden.
Ende der 1970er Jahre konnte der FC Bayern sportlich nicht mehr an die Erfolge der vorigen Jahre anknüpfen, auch Hoeneß erreichte nicht mehr seine Spitzenform. In der Saison 1978/79 hatte er unter Trainer Gyula Lóránt seinen Stammplatz verloren. Im September 1978 nahm Hoeneß das Angebot an, leihweise zum Hamburger SV zu gehen. Der Wechsel wurde bereits als vollzogen vermeldet, Hoeneß nahm an einer Trainingseinheit des HSV teil, bei der medizinischen Untersuchung stellte der Hamburger Mannschaftsarzt aber eine Bandschwäche im rechten Knie fest und sprach sich für eine Gelenkspiegelung aus. Diesem Eingriff stimmte Hoeneß nicht zu, der Wechsel zum HSV war damit geplatzt. Er kehrte erst zum FC Bayern zurück und ließ sich kurz darauf für 200.000 DM zum 1. FC Nürnberg ausleihen. Hoeneß absolvierte elf Partien für die Franken, konnte nicht überzeugen und am Saisonende stieg die Mannschaft in die 2. Bundesliga ab. Ein Tor im Club-Trikot gelang ihm nicht.
Im Frühjahr 1979 kehrte Hoeneß zu den Bayern zurück und beendete mit 27 Jahren seine Karriere aufgrund eines irreparablen Knorpelschadens. Im Februar 1980 kehrte er in der Bundesliga-Nachwuchsrunde aufs Spielfeld zurück und spielte dort für den FC Bayern.

### Als Nationalspieler

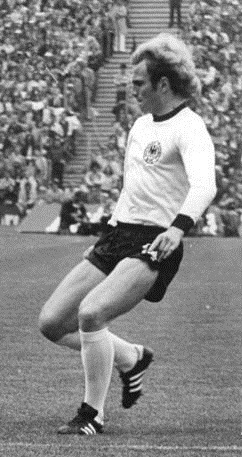
Uli Hoeneß im WM-Finale 1974

Als Nationalspieler des DFB debütierte Uli Hoeneß im Jahr 1967 in einem Schülerländerspiel. Im Berliner Olympiastadion schoss er zwei Tore gegen England (6:0). Nach weiteren Einsätzen für DFB-Jugendauswahlen, die Amateurnationalmannschaft und die U23 gab Hoeneß am 29. März 1972 gegen Ungarn sein Debüt in der A-Nationalmannschaft unter Bundestrainer Helmut Schön. Beim 2:0-Sieg erzielte er ein Tor. Einen Monat später traf er zum 1:0 beim EM-Viertelfinale im Londoner Wembley-Stadion gegen England, das die deutsche Nationalmannschaft mit 3:1 gewann. Mit einem 3:0-Sieg über die Sowjetunion im Finale wurde Deutschland Europameister.
Im Sommer 1972 nahm Hoeneß an den Olympischen Sommerspielen in München teil. Während der Zwischenrunde kam es zum ersten Aufeinandertreffen zweier deutscher Fußballnationalmannschaften. Der spätere Bronzemedaillengewinner DDR siegte in dem entscheidenden Zwischenrundenspiel mit 3:2.
Bei der Fußball-Weltmeisterschaft 1974 in Deutschland war er Stammspieler in der deutschen Fußballnationalmannschaft und kam in allen sieben Spielen zum Einsatz. Einen Treffer erzielte er per Foulelfmeter in der Partie gegen Schweden (4:2). Im Spiel gegen Polen verschoss Hoeneß einen Elfmeter; die Partie wurde mit 1:0 gewonnen. Im Finale gegen die Niederlande verursachte Hoeneß durch ein Foul an Johan Cruyff in der ersten Minute einen Elfmeter, den Johan Neeskens verwandelte. Am Ende wurde die deutsche Mannschaft mit 2:1 Weltmeister. Mit erst 22 Jahren hatte Hoeneß damit alle wichtigen Titel gewonnen.
Zusammen mit der Weltmeistermannschaft erhielt er 1974 das Silberne Lorbeerblatt.
Zwei Jahre später traf Deutschland im Endspiel der EM 1976 auf die Tschechoslowakei. Das Spiel endete nach Ablauf der regulären Spielzeit mit 2:2. Nach einer torlosen Verlängerung folgte das Elfmeterschießen. Hoeneß schoss, beim Stand von 3:4 aus deutscher Sicht, den vierten Elfmeter hoch über das Tor. Die tschechoslowakische Mannschaft wurde, nachdem Antonín Panenka den fünften Elfmeter seiner Mannschaft zum 5:3 verwandelt hatte, Europameister. Das EM-Finale 1976 blieb als „Nacht von Belgrad“ in Erinnerung.
Sein letztes Länderspiel absolvierte Hoeneß am 17. November 1976 bei einem weiteren Spiel gegen die Tschechoslowakei; die deutsche Elf gewann mit 2:0. Bei seinen 35 Einsätzen für die Nationalmannschaft erzielte er fünf Tore.

### Titelgewinne als Spieler
- Weltmeister 1974
- Europameister: 1972, Vize-Europameister: 1976
- Europapokal der Landesmeister (3): 1973/74, 1974/75, 1975/76
- Weltpokal (1): 1976
- Deutscher Meister (3): 1971/72, 1972/73, 1973/74
- DFB-Pokal (1): 1970/71

## Karriere als Vereinsmanager

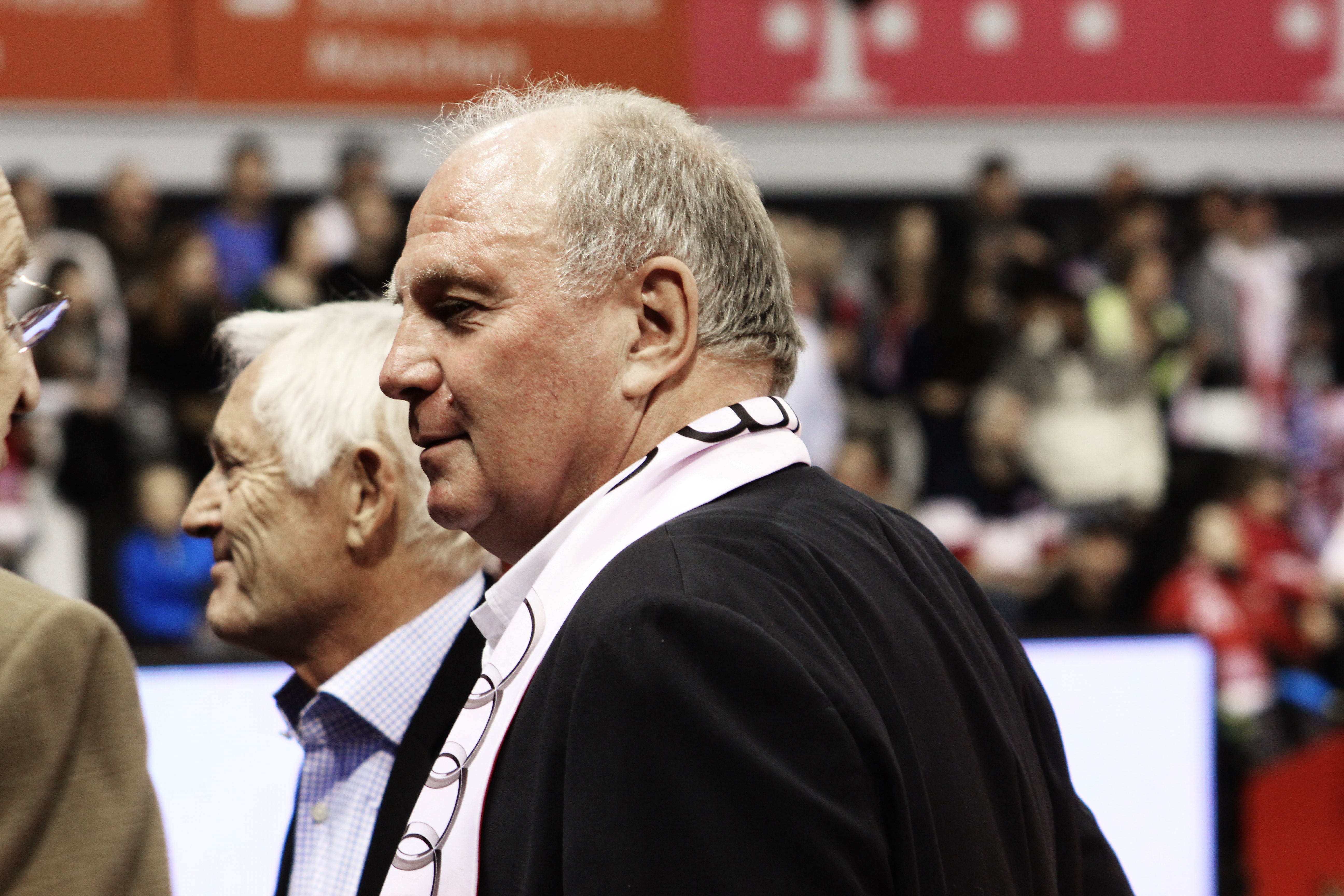
Hoeneß (2014)

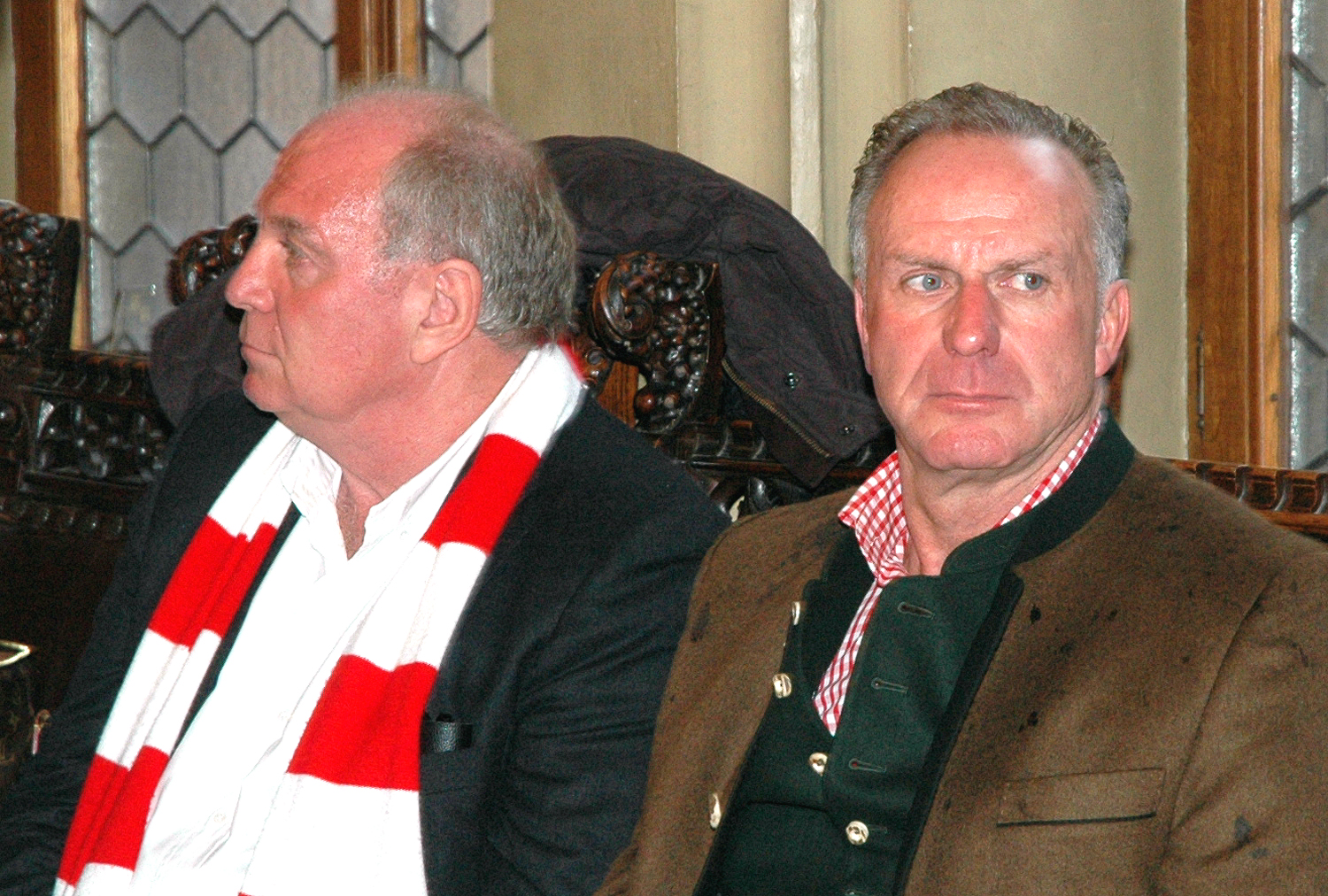
Hoeneß (l.) neben Karl-Heinz Rummenigge (Vorstandsvorsitzender der FC Bayern München AG; 2014)

Noch während seiner Zeit als Spieler vermittelte Hoeneß 1978 einen Sponsorenvertrag zwischen Bayern München und Magirus-Deutz. Dadurch konnte Paul Breitners Rückkehr von Eintracht Braunschweig nach München finanziert werden. 1979 beendete Hoeneß aufgrund der Nachwirkungen einer Knieverletzung seine Spielerkarriere und wechselte am 1. Mai 1979 in das Management des FC Bayern München. Bevor Hoeneß die Zusage erhielt, wollte der FC Bayern Rudi Assauer für dieses Amt verpflichten, der aber absagte. Mit 27 Jahren wurde Hoeneß so der jüngste Manager in der Geschichte der Fußball-Bundesliga. Zu der Zeit hatte der Verein einen Jahresumsatz von zwölf Millionen Mark bei Schulden von sieben Millionen Mark. Noch vor seinem eigentlichen Amtsantritt als Manager des FC Bayern zog Hoeneß im Februar 1979 den Zorn des Bundesliga-Konkurrenten VfB Stuttgart auf sich, der Hoeneß vorwarf, mehrere Stuttgarter Spieler (darunter seinen Bruder Dieter) und den VfB-Masseur abwerben zu wollen. In der Presse war daraufhin von einem „Fußball-Krieg“ die Rede. Dieter Hoeneß wechselte zur Saison 1979/80 dann tatsächlich nach München.
Hoeneß’ erstes Jahr als Manager endete mit dem Gewinn der deutschen Meisterschaft, der ersten seit sechs Jahren. Hoeneß war es gelungen, um das Duo Breitner/Rummenigge eine neue, schlagkräftige Mannschaft aufzubauen. In der Folgezeit trug er maßgeblich zum wirtschaftlichen Aufstieg des FC Bayern bei. Hoeneß, der sich in den 1970er Jahren vom professionellen Merchandising in den USA inspirieren ließ, führte dieses Instrument der Verkaufsförderung bei Bayern ein, welches dem Verein fortan zusätzliche Millionen-Einnahmen generierte.
Unter seiner sportlichen Leitung stiegen die Bayern zum erfolgreichsten deutschen Fußball-Klub auf: zwischen 1980 und 2008 wurde der Verein 16-mal deutscher Meister, neunmal DFB-Pokal-Sieger, sechsmal Gewinner des Liga-Pokals und einmal UEFA-Pokalsieger (1996). Im Europapokal der Landesmeister (später Champions League) verlor der Verein die Finalspiele 1982 (mit 0:1 gegen Aston Villa), 1987 (mit 1:2 gegen den FC Porto) und 1999 (mit 1:2 gegen Manchester United). Erst 2001 gelang der Titelgewinn. Hoeneß holte Trainer wie Udo Lattek, Giovanni Trapattoni, Ottmar Hitzfeld, Jürgen Klinsmann, Otto Rehhagel, Louis van Gaal, Felix Magath, Jupp Heynckes und Pep Guardiola nach München.
2001 begann der Bau eines neuen Münchner Fußballstadions, das an die Stelle des Olympiastadions treten sollte und von Uli Hoeneß stark protegiert wurde: die Allianz Arena wurde 2005 in Betrieb genommen. Sie zählt zu den größten und modernsten Fußballstadien der Welt. Seit April 2006 ist die FC Bayern München AG ihr alleiniger Eigentümer.
Von 2002 bis 2009 war Hoeneß als stellvertretender Vorstandsvorsitzender der Bayern München AG zuständig für alle Lizenzspieler-Angelegenheiten, das junior team, Sponsoring, Lizenzen und vertrat die AG in der Stadion GmbH.
Ende November 2009 beendete Uli Hoeneß seine über 30 Jahre dauernde Tätigkeit als Manager des FC Bayern München, da er auf der Jahreshauptversammlung am 27. November 2009 mit 99,3 Prozent zum Präsidenten des FC Bayern München e. V. und in den Aufsichtsrat der FC Bayern München AG gewählt wurde. Am 4. März 2010 wurde er in einer konstituierenden Sitzung des Aufsichtsrats zum Nachfolger von Franz Beckenbauer als Aufsichtsratsvorsitzender gewählt. Sein Nachfolger wurde Sportdirektor Christian Nerlinger, der die Position des Managers vom 1. Juli 2009 bis zum 2. Juli 2012 innehatte. 2012 bestätigten die Mitglieder Hoeneß mit 97,1 Prozent als Präsident. In den Jahren bis 2013 trieb Hoeneß die Ökonomisierung des Fußballs in Deutschland voran.
Nach seiner Haftentlassung im Februar 2016 kündigte Hoeneß am 8. August 2016 an, bei der nächsten Präsidentschaftswahl des FC Bayern im November 2016 zu kandidieren. Am 25. November 2016 wurde Hoeneß mit 98,5 Prozent der Stimmen der Mitglieder erneut zum Präsidenten des FC Bayern München e. V. gewählt. Im Februar 2017 übernahm er auch wieder den Vorsitz des Aufsichtsrates der FC Bayern München AG und wurde im Dezember 2018 in diesem Amt für die kommenden vier Jahre wiedergewählt. Im Juli 2019 wurde bekannt, dass Hoeneß im November desselben Jahres nicht mehr zur Wiederwahl als Präsident des FC Bayern antreten und zudem den Posten als Aufsichtsratschef abgeben werde.
Heute ist Hoeneß nur noch einfaches Aufsichtsratsmitglied der FC Bayern München AG sowie Ehrenpräsident des FC Bayern.

### Titelgewinne während seiner Managertätigkeit
- UEFA Champions League (1): 2000/01
- Weltpokal (1): 2001
- UEFA-Pokal (1): 1995/96
- Deutsche Meisterschaft (16): 1979/80, 1980/81, 1984/85, 1985/86, 1986/87, 1988/89, 1989/90, 1993/94, 1996/97, 1998/99, 1999/2000, 2000/01, 2002/03, 2004/05, 2005/06, 2007/08
- DFB-Pokal (9): 1981/82, 1983/84, 1985/86, 1997/98, 1999/2000, 2002/03, 2004/05, 2005/06, 2007/08
- DFB-Supercup (2): 1987, 1990
- DFL-Ligapokal (6): 1997, 1998, 1999, 2000, 2004, 2007

### Titelgewinne während seiner Präsidentschaft
- UEFA Champions League (1): 2012/13
- UEFA Super Cup (1): 2013
- FIFA-Klub-Weltmeisterschaft (1): 2013
- Deutsche Meisterschaft (5): 2009/10, 2012/13, 2016/2017, 2017/2018, 2018/2019
- DFB-Pokal (3): 2009/10, 2012/13, 2018/2019
- DFL-Supercup (3): 2010, 2012, 2018

## Unternehmer
Neben seiner Tätigkeit als Fußballmanager gründete Hoeneß 1985 gemeinsam mit Werner Weiß die heutige HoWe Wurstwaren in Nürnberg, wobei HoWe für Hoeneß und Weiß steht. Heute wird das Unternehmen von Hoeneß’ beiden Kindern geleitet. Tochter Sabine ist Komplementärin und Sohn Florian hat Einzelprokura über die HoWe Wurstwaren KG. Beliefert werden unter anderem Aldi, das Bierzelt von Feinkost Käfer auf dem Münchner Oktoberfest, testweise McDonald’s sowie zahlreiche andere Lebensmittelkonzerne in ganz Europa. Im Juli 2010 präsentierte sich Hoeneß als Erfinder des Nürnburgers in einem Blog für die begonnene Kooperation mit McDonald’s. Die Gewerkschaft Nahrung-Genuss-Gaststätten (NGG) kritisierte im Herbst 2010, das Unternehmen habe keinen Betriebsrat, wende keine Branchentarifverträge an und setze zudem in großer Zahl Leiharbeiter ein. Dies hatte sich laut Regina Schleser, NGG-Geschäftsführerin in Nürnberg, bis mindestens April 2013 auch nicht geändert.

## Steuerhinterziehung

### Recherchen des Stern
Stern Online behauptete am 16. Januar 2013, dass „ein Spitzenvertreter der deutschen Fußball-Bundesliga“ bei der Schweizer Privatbank Vontobel auf einem Nummernkonto mit der Bezeichnung „40…A“ einen dreistelligen Millionenbetrag an Schweizer Franken versteckt habe. In der gedruckten Ausgabe, die am Folgetag erschien, war die Rede von „angeblich eine[r] Toppersonalie aus der Ersten Fußballbundesliga“.
Nach späteren Berichten habe das Nummernkonto seit 1975 bestanden. Darüber seien zahlreiche Devisentermingeschäfte mit Volumen von 20 bis 30 Millionen Euro abgewickelt worden. Zeitweilig soll Hoeneß über Sicherheiten von mehr als 200 Millionen Euro verfügt und damit regelmäßig Transaktionen im dreistelligen Millionen-Euro-Bereich getätigt haben. 2003 soll Hoeneß 52 Millionen Euro Gewinn erwirtschaftet haben, 2005 78 Millionen. Binnen eines Jahrzehnts habe Hoeneß über 52.000 Transaktionen getätigt. Dabei handelte es sich überwiegend um Devisentermingeschäfte. Hoeneß habe die Aufträge telefonisch platziert. Das Vermögen sei bis 2010 größtenteils auf Nummernkonten bei anderen Banken abgezogen worden. Hoeneß galt zeitweise als wichtigster Kunde im Devisenhandel der Bank.
Am Nachmittag des 15. Januar 2013 habe die Bank Hoeneß angerufen und ihm gesagt, dass ein Stern-Redakteur bei ihr nach einem Prominenten aus dem Sportbereich recherchiere und „blöde Fragen“ stelle.
Der Verlag Gruner + Jahr sowie ein Stern-Reporter wurden Ende März 2014 vom Landgericht Hamburg in erster Instanz dazu verurteilt, vier in der Zeitschrift zuvor verbreitete Aussagen zu unterlassen.

### Selbstanzeige, Hausdurchsuchung und Festnahme
Hoeneß entschloss sich laut seiner Aussage vor Gericht, Selbstanzeige zu erstatten, nachdem er von den Recherchen des Sterns erfahren hatte. Nach anderen Angaben wurde Hoeneß’ Steuerberater am 16. Januar bei der Bank in Zürich auf die Recherchen aufmerksam gemacht.
Laut eigener Darstellung reichte Hoeneß über seinen Steuerberater am 12. Januar 2013 eine Selbstanzeige ein. Die Angabe des Datums stellte sich später als unwahr heraus. Ein Steuerberater, ein Wirtschaftsanwalt und ein langjähriger Sachgebietsleiter der Steuerfahndung München in Altersteilzeit, gegen den deshalb ein Disziplinarverfahren eingeleitet wurde, hätten Hoeneß dabei unterstützt. Nach einem anderen Bericht soll Vontobel Hoeneß gedrängt haben, sein gegenüber den deutschen Steuerbehörden nicht deklariertes Konto zu legalisieren.
Die über Nacht zusammengestellte Anzeige wurde am frühen Morgen des 17. Januar 2013 bei der Bußgeld- und Strafsachenstelle in Rosenheim eingereicht. Da das Finanzamt die Selbstanzeige nicht als vollständig und einwandfrei anerkannte und mithin die Voraussetzung für Straffreiheit als nicht erfüllt ansah, leitete es die Steuerakte, wie in solchen Fällen üblich, an die Staatsanwaltschaft München II weiter, die spätestens am 1. Februar 2013 ein Verfahren wegen Steuerhinterziehung eröffnete.
Am 20. März 2013 durchsuchte die Staatsanwaltschaft Hoeneß’ Haus am Tegernsee. Er wurde vorläufig festgenommen, der mit Fluchtgefahr begründete Haftbefehl gegen Leistung einer Sicherheit von fünf Millionen Euro kurz darauf jedoch außer Vollzug gesetzt. Gleichzeitig wurden Hoeneß’ Büroräume beim FC Bayern München durchsucht.

„Am 20. März änderte sich dann mein Leben, morgens um sieben. Da läutete es an der Tür in meinem Haus am Tegernsee, ich war im Bademantel, und da stand die Staatsanwaltschaft vor der Tür. Da begann die Hölle für mich. […] Zwei, drei Staatsanwälte, ein paar Steuerfahnder, einige Polizisten, es waren nur zwei oder drei Autos vor der Tür. Ich muss sagen, das lief echt diskret ab, ohne großes Spektakel. Die Durchsuchung war ruhig und sauber. Sie nahmen Computer und Handys mit und suchten Bankunterlagen. Sie zeigten mir den Durchsuchungsbeschluss und den Haftbefehl und sagten, ich solle meine Tasche packen, sie nähmen mich mit.“

Nach Aussetzung des Haftbefehls musste sich Hoeneß regelmäßig bei der Polizeiinspektion Bad Wiessee melden.

### Öffentliches Bekanntwerden des Verdachts
Am 20. April 2013 wurden die Ermittlungen wegen des Verdachts der Steuerhinterziehung durch eine Vorabmeldung des Magazins Focus öffentlich bekannt. Wegen Verletzung des Steuergeheimnisses erstattete Hoeneß Strafanzeige gegen Unbekannt. Nachdem die Suche nach dem Informanten ohne Ergebnis verlaufen war, durchsuchten am 23. Januar 2014 Beamte das Finanzamt Miesbach und ein Rechenzentrum der Finanzverwaltung. Das Verfahren wurde im August 2014 eingestellt, da die Ermittlungen laut der zuständigen Behörde keinen konkreter Verdacht gegen einen bestimmten Amtsträger erhärtet hatten.
Ebenfalls am 20. April 2013 bestätigte Hoeneß die Existenz des Kontos, widersprach aber der Größenordnung der Einlagen.
In der turnusmäßigen Sitzung des Aufsichtsrats der FC Bayern München AG am 6. Mai 2013, der ersten nach Bekanntwerden der Selbstanzeige, bot Hoeneß an, sein Mandat als Aufsichtsratsvorsitzender ruhen zu lassen. Der Aufsichtsrat lehnte dies ab.
Im ersten Halbjahr 2013 wurden in Deutschland mehr als 8000 Selbstanzeigen wegen Steuerhinterziehung erstattet – mehr als im gesamten Vorjahr. Die Berichterstattung über den Fall Hoeneß („Hoeneß-Effekt“) gilt, neben dem Ankauf von Steuersünder-CDs und veränderten Geschäftspraktiken ausländischer Banken, dafür als ein wesentlicher Faktor.

### Anklage und Verurteilung
Am 30. Juli 2013 erhob die Staatsanwaltschaft München II Anklage gegen Hoeneß. Das Landgericht München II ließ die Anklage am 4. November 2013 zu. Hoeneß kündigte auf der Jahreshauptversammlung des FC Bayern München Mitte November 2013 an, nach dem Urteil die Vereinsmitglieder in einer außerordentlichen Mitgliederversammlung über seine Zukunft an der Spitze des Vereins entscheiden zu lassen. Hoeneß gab an, seine Mitgliedschaft im Aufsichtsrat der Allianz Beratungs- und Vertriebs-AG zum 30. November 2013 niederzulegen.
Die öffentliche Hauptverhandlung begann am 10. März 2014 vor der 5. Wirtschaftsstrafkammer des Landgerichts München II; es wurden vier Verhandlungstage im Münchner Justizpalast angesetzt.
Die Anklageschrift warf Hoeneß die Hinterziehung von 3,5 Millionen Euro Steuern aus Kapitalerträgen vor. Weitere Steuerschulden aus Währungswetten bezifferte die Verteidigung am ersten Prozesstag auf mindestens 15 Millionen Euro. Die zuständige Steuerfahnderin bezifferte die Steuerschuld am zweiten Prozesstag anhand von Bankunterlagen auf 27,2 Millionen Euro, mit Solidaritätszuschlag ergab sich daraus eine Steuerschuld von 28,5 Millionen Euro. Die Steuerschuld wurde am dritten Prozesstag von Hoeneß’ Verteidiger Hanns Feigen anerkannt, verbunden mit dem Hinweis, dass sämtliche Zahlen bereits in der Selbstanzeige aus dem Januar 2013 enthalten gewesen seien. Dies bestritt der Sprecher der Staatsanwaltschaft, wurde jedoch vom SPIEGEL-Redakteur Rafael Buschmann bestätigt.
In den Schlussplädoyers am 13. März 2014 stufte zunächst die Staatsanwaltschaft Hoeneß’ Selbstanzeige als unwirksam ein und forderte eine Haftstrafe von fünf Jahren und sechs Monaten. Hoeneß’ Verteidiger argumentierte am letzten Verhandlungstag hingegen, dass „eine wirksame Selbstanzeige nur knapp verfehlt“ worden sei, und plädierte dafür, dass maximal eine Bewährungsstrafe verhängt werden solle.
Mit dem am vierten Prozesstag von Rupert Heindl, dem Vorsitzenden Richter der Wirtschaftsstrafkammer, verkündeten Urteil sprach die Kammer Hoeneß der Steuerhinterziehung in sieben Fällen (für die Jahre 2003 bis 2009) in Höhe von 28,5 Millionen Euro für schuldig und verurteilte ihn zu einer Gesamtfreiheitsstrafe von drei Jahren und sechs Monaten. Sie stufte seine Selbstanzeige als ungültig ein. Am 30. Oktober 2014 veröffentlichte das Landgericht München II die anonymisierte und unter dem Vorbehalt des Steuergeheimnisses gekürzte Urteilsbegründung. Das 50-seitige Dokument listet die in den Jahren 2003 bis 2009 steuer- und strafrechtlich relevanten Gewinne aus Devisentermingeschäften sowie die jährlichen Beträge der Steuerverkürzung auf und gibt einen Überblick über den zeitlichen Ablauf der Steueraffäre, soweit dieser gerichtlich feststellbar war.
Hoeneß erklärte am 14. März 2014, keine Revision einlegen zu wollen. In einer persönlichen Erklärung sprach er vom „Fehler [s]eines Lebens“, dessen Folgen er sich nun stelle, da das seinem „Verständnis von Anstand, Haltung und persönlicher Verantwortung“ entspreche. Er werde deshalb als Präsident und Aufsichtsratsvorsitzender des FC Bayern München zurücktreten. Auch die Staatsanwaltschaft verzichtete auf Rechtsmittel. Damit wurde das Urteil mit Haftstrafe gegen Hoeneß rechtskräftig.
Im Zuge der Steueraffäre trat Hoeneß von seinen Funktionen als Präsident des FC Bayern München e. V. und als Vorsitzender des Aufsichtsrats der FC Bayern München AG zurück. Sein Nachfolger wurde Karl Hopfner. Auf der außerordentlichen Mitgliederversammlung am 2. Mai 2014 gab Hoeneß bekannt, nach Ablauf seiner Haftstrafe in offizieller Funktion zum FC Bayern zurückkehren zu wollen.

### Haftstrafe und Hafterleichterungen
Am 2. Juni 2014 trat Uli Hoeneß seine Haft in der Justizvollzugsanstalt Landsberg an, laut einem Presseartikel zu Beginn in der Krankenabteilung der JVA. Dies beinhalte u. a. weniger strenge Haftbedingungen hinsichtlich Verpflegung und Unterbringung. Wegen einer Herzoperation verbrachte Hoeneß einige Tage in einer Klinik. Danach wurde er in den normalen Vollzug eingegliedert, der u. a. Arbeit in der Kleiderkammer der Vollzugsanstalt beinhaltete. In einem späteren Interview erzählte er, dass er den 1:0-Sieg im Finale der WM ganz allein in seiner Gefängniszelle anschauen musste und sichtlich gerührt war, als ihn die Grüße von Bastian Schweinsteiger über das Fernsehen erreichten. Am 20. September 2014 wurde Hoeneß erstmals ein Tag Hafturlaub gewährt. Nachdem er Weihnachten und Silvester 2014 zu Hause verbringen durfte, wurde Hoeneß zum 2. Januar 2015 als Freigänger im offenen Vollzug in die Haftanstalt Rothenfeld verlegt. Er arbeitete täglich 8,5 Stunden als „Assistent der Abteilungsleitung Junior Team“ im Nachwuchsbereich des FC Bayern München. Laut einem Pressebericht von Mitte Juni 2015 durfte Hoeneß als Hafterleichterung an fast allen Wochenenden bei seiner Familie übernachten. Am 18. Januar 2016 bewilligte das Landgericht Augsburg den Antrag auf „Halbstrafe“ und vorzeitige Haftentlassung. Es gab bekannt, dass damit seine Haft zum 29. Februar ende; der Rest der Haftzeit wurde zu einer dreijährigen Bewährungszeit ausgesetzt. Die zuständige Staatsanwaltschaft in München verzichtete auf einen Widerspruch gegen diese Entscheidung. Hoeneß kam damit nach Verbüßung der halben Haftzeit frei. Das Überbrückungsgeld, das Hoeneß zustand, d. h. seinen Arbeitslohn für die Zeit seines Freigangs, spendete er vollständig.
Mitte Mai 2017 verursachte Hoeneß mit der persönlichen Bewertung seiner Verurteilung und Haftstrafe einige mediale Turbulenzen. Im Rahmen eines Auftritts in Liechtenstein bei der Veranstaltung „meet the president“ in Vaduz hatte er verkündet: „Ich bin der einzige Deutsche, der Selbstanzeige gemacht hat und trotzdem im Gefängnis war. Ein Freispruch wäre völlig normal gewesen. Aber in diesem Spiel habe ich klar gegen die Medien verloren.“ Diese Äußerung wurde vom damaligen nordrhein-westfälischen Justizminister Thomas Kutschaty wenige Tage vor der Landtagswahl in Nordrhein-Westfalen 2017 zum Anlass genommen, öffentlich über einen Verstoß gegen die Bewährungsauflagen nachzudenken: „Bei solchen Äußerungen kann man schon den Widerruf der Bewährung prüfen.“ Dies wiederum veranlasste Hoeneß’ Rechtsanwalt Steffen Ufer zu einer öffentlichen Entgegnung: „Was er (Kutschaty) gesagt hat, war juristisch dumm. Weil ein Angeklagter selbstverständlich das Recht hat zu sagen, dass er glaube, sein Urteil war falsch.“

## Kontroversen

### Beziehungen zu Kollegen
Christoph Daum, 1986 bis 1990 und 2006 bis 2009 Cheftrainer des 1. FC Köln, begann 1989 als Trainer des in jener Phase stärksten Konkurrenten des FC Bayern im Kampf um die deutsche Meisterschaft einen Verbalkampf gegen den FC Bayern München und dessen Trainer Jupp Heynckes, der im Aktuellen Sportstudio am 20. Mai 1989 seinen Höhepunkt fand, als sich auf Kölner Seite Daum und Sportdirektor Udo Lattek und auf Bayern-Seite Hoeneß und Heynckes einen verbalen Schlagabtausch lieferten. Wenige Tage später gewann der FC Bayern das vorentscheidende Spiel um die deutsche Meisterschaft beim 1. FC Köln.
Ein Jahrzehnt später folgte Daums sogenannte „Koksaffäre“ (siehe unten). Am 17. Dezember 2006 heizte Hoeneß in der Sendung Doppelpass den Konflikt mit dem gerade erneut in Köln angetretenen Trainer durch die Äußerung „Christoph Daum ist ein Selbstdarsteller mit einem außergewöhnlichen Hang zum Größenwahn“ wieder an.
Hoeneß hatte Auseinandersetzungen mit Willi Lemke, dem langjährigen Manager von Werder Bremen und späteren Politiker, der den FC Bayern als „Totengräber des deutschen Fußballs“ sah, und Hellmut Krug, ehemaliger deutscher FIFA-Schiedsrichter, dem Hoeneß vorwarf, dass er den FC Bayern „verpfiffen“ habe. Die gegenseitige „Feindschaft“ zwischen Hoeneß und Lemke gilt spätestens seit dem Besuch von Hoeneß bei der Feier von Lemkes 70. Geburtstag als beigelegt.

### Anschuldigungen in der „Koksaffäre“ um Christoph Daum
In einem Interview mit der Münchener Boulevardzeitung Abendzeitung im Herbst 2000 hatte Hoeneß den designierten Nationaltrainer Christoph Daum ins Zwielicht gerückt. „Der DFB kann doch keine Aktion ,Keine Macht den Drogen' starten und Herr Daum hat vielleicht damit etwas zu tun“, so Hoeneß wörtlich. In diesem Zusammenhang fielen auch die Worte vom „verschnupften Daum“, mit denen Kokain-Konsum umschrieben wurde. Es folgte ein weitreichendes negatives Medienecho. Hoeneß behielt letztlich Recht: Das Ergebnis einer von Daum selbst veranlassten Haar-Untersuchung auf Kokain-Konsum fiel positiv aus. Der DFB trat daraufhin von der Vereinbarung zurück, Daum sollte 2001 neuer Bundestrainer werden.

### Weitere Kontroversen
Spätestens seit der Jahreshauptversammlung des FC Bayern im Jahr 2007 wurde Kritik an Hoeneß’ Auftreten immer lauter. So wurden seitens der Mitgliederschaft Kritikpunkte wie das Sponsoring durch Katar, die zunehmende Kommerzialisierung, die Stimmung in der Allianz Arena und der Vorwurf der Vetternwirtschaft geäußert. Auch seine Aussagen und der Umgang mit ehemaligen Spielern und Trainern oder Trainerkandidaten, wie Oliver Kahn oder Juan Bernat, Toni Kroos, Thomas Tuchel oder Ralf Rangnick riefen Kritik hervor.

## Privates
Uli Hoeneß lebt seit 2006 in Bad Wiessee am Tegernsee. Zuvor hatte er über 30 Jahre in einer Doppelhaushälfte in Ottobrunn gewohnt. Er ist seit 1973 verheiratet, hat zwei Kinder und vier Enkelkinder. Sein Bruder ist der ehemalige Manager und Fußballspieler Dieter Hoeneß. Der Fußballtrainer Sebastian Hoeneß ist sein Neffe.
Am 17. Februar 1982 überlebte der damals 30-Jährige den nächtlichen Absturz eines zweimotorigen Propellerflugzeuges vom Typ Piper PA-34 Seneca. Gemeinsam mit drei Freunden, darunter dem Piloten und früheren Skirennläufer Wolfgang Junginger, war er auf dem Weg von München nach Hannover zu einem Fußballländerspiel gegen Portugal. Kurz nach 20 Uhr stürzte das Flugzeug vor der beabsichtigten Landung auf dem Flughafen Hannover-Langenhagen in der Nähe der Ortschaft Resse ab; etwa anderthalb Stunden später fand ein Jäger Hoeneß in unterkühltem Zustand. Hoeneß war der einzige Überlebende. Experten kamen später zu dem Schluss, Hoeneß’ Sitzplatz hinten rechts im Flugzeug habe ihm das Leben gerettet – und die Tatsache, dass er nicht angeschnallt war und aus dem Flugzeug geschleudert wurde. Dabei zog er sich Brüche von Arm und Knöchel und eine Gehirnerschütterung zu. Er sagte einmal, er erinnere sich an kaum etwas.
Im Rahmen der Steueraffäre gab Hoeneß an, unter „Börsensucht“ gelitten zu haben. Nach eigenen Angaben hält er sich mittlerweile für „kuriert“.

## Politische Positionen und Aktivismus
Hoeneß hat sich 2024 öffentlich gegen die gesichert rechtsextreme politische Partei AfD positioniert und betont seine Ablehnung gegenüber politischen Strömungen, die in die Richtung des Nationalsozialismus tendieren könnten. In einem Interview mit der 'FAZ' äußerte er Besorgnis über die Popularität der AfD und betonte vehement, dass eine Rückkehr zu solchen ideologischen Tendenzen wie während der Nazizeit niemals toleriert werden dürfe. Hoeneß betonte die Bedeutung von politischem Aktivismus, selbst in Bereichen wie dem Sport, und forderte dazu auf, gegen extremistische Tendenzen vorzugehen.

## Auszeichnungen
- 1972: Torschütze des Monats September[98]
- 1974: Silbernes Lorbeerblatt[14]
- 1976: Torschütze des Monats Mai[99]
- 1999: Horizont Award in der Kategorie „Unternehmer des Jahres“[100]
- 2006: Bayerischer Sportpreis in der Kategorie „Hochleistungssportler Plus“
- 2009: Bambi in der Kategorie „Wirtschaft“[101]
- 2010: Zivilcouragepreis der Stiftung „Bündnis für Kinder“
- 2011: Ehrenpreis der Hamburger Sportgala (für 2010) für sein Lebenswerk und insbesondere für seinen Einsatz bei der Rettung des FC St. Pauli

### Zurückgegebene Auszeichnungen
- 2002: Bayerischer Verdienstorden; nach Aufforderung durch die bayerische Staatskanzlei wurde der Orden am 8. September 2014 zurückgegeben.
- 2012: Bayerische Staatsmedaille für soziale Verdienste, mit dem Bayerischen Verdienstorden 2014 zurückgegeben.[102]
- 2009: „Goldene Sportpyramide“[103] und damit verbundene Aufnahme in die Hall of Fame des deutschen Sports. Diese Auszeichnung gab Uli Hoeneß nach seiner Verurteilung wegen Steuerhinterziehung Ende April 2014 zurück.[104]

Hoeneß auf einer Sondermarke „WM 1974“ zu 40 Pfennig der Deutschen Bundespost (Mi.Nr. 812), herausgegeben am 15. Mai 1974 aus der Serie „Fußballweltmeisterschaft“

### Briefmarken
- 1974: Eine Sondermarke der Deutschen Bundespost zur Fußball-Weltmeisterschaft 1974, erschienen am 15. Mai 1974, zeigt Uli Hoeneß leicht verfremdet, da bis 1977 traditionsgemäß lebende Persönlichkeiten, den Bundespräsidenten ausgenommen, nicht auf deutschen Briefmarken abgebildet wurden.[105]
- 1982: Hoeneß auf einer Briefmarke aus Paraguay zur WM 1982 mit einer Szene mit Branko Oblak im Spiel Deutschland – Jugoslawien bei der WM 1974

### Uli-Hoeneß-Cup
Als nachträgliches Geschenk des FC Bayern zum 60. Geburtstag von Uli Hoeneß im Januar 2012 fand am 24. Juli 2013 das Spiel um den Uli-Hoeneß-Cup statt. Die gesamten Erlöse wurden wohltätigen Zwecken gespendet. Gegner des FC Bayern München war in der mit 71.000 Zuschauern ausverkauften Allianz Arena der FC Barcelona. Das Spiel gewannen die Bayern 2:0 durch Tore von Lahm und Mandžukić. Sky und ZDF übertrugen das Spiel live im Fernsehen.

## Fernsehporträts
- Profis – Ein Jahr Fußball mit Paul Breitner und Uli Hoeneß 90 Minuten, von Christian Weisenborn und Michael Wulfes Süddeutscher Rundfunk, 1979, Erstausstrahlung am 19. November 1979.
- Uli Hoeneß. Attacke mit Herz. 45 Minuten, von Nick Golüke und Uli Köhler, Bayerisches Fernsehen, Erstausstrahlung am 2. Januar 2010.
- Uli Hoeneß – Der Patriarch. 90 Minuten, Dokumentation/Drama von Juan Moreno, Annette Ramelsberger, Johanna Behre (Drehbuch), Christian Twente (Regie), ZDF, Erstausstrahlung am 27. August 2015
- Die Udo Honig Story 89 Minuten, satirische Komödie von Uwe Janson mit Uwe Ochsenknecht, Heiner Lauterbach, Hannes Jaenicke u. a., Erstausstrahlung am 8. September 2015
- Der Bayern-Boss: Schlusspfiff für Uli Hoeneß 44:22 Min, Ein Film von Johanna Behre, Juan Moreno und Tim Klimes, Erstausstrahlung am 4. November 2019

## Podcast
- 11 Leben - Die Welt von Uli Hoeneß 17 Folgen mit 45 bis 192 Minuten, von Max-Jacob Ost, Veröffentlichung der ersten Folgen am 9. September 2020.

## Theater
- Sarah Kohrs: Aufstieg und Fall des Uli H. – Eine deutsche Wurstiade, Uraufführung am Theater Ulm am 23. November 2018[107][108]